# Nervenwachstumsfaktor
Der Nervenwachstumsfaktor (englisch nerve growth factor, Beta-NGF) ist ein Protein in Wirbeltieren. Er wurde in den 1950ern von Rita Levi-Montalcini und Viktor Hamburger entdeckt und ist einer von vielen neurotrophen Faktoren. NGF gehört zur Gruppe der Neurotrophine. Mutationen im NGF-Gen können zu einer erblichen Neuropathie (HSAN5) führen.

## Funktion
In der Embryonalentwicklung müssen Millionen von Axonen einen Weg zu den richtigen Dendriten und synaptischen Verschaltungen finden, damit ein funktionsfähiges Nervensystem entsteht. Um diesen Weg zu finden, werden von Zielstrukturen im Zentralnervensystem Mediatorstoffe ausgeschüttet, die man Chemokine nennt. Der zunehmenden Konzentration an Chemokinen folgend, erreichen die Aussprossungen der Nervenfasern schließlich ihr Ziel. NGF wurde entdeckt, weil es in der Zellkultur die Potenz besitzt, Nervenzellen dazu zu bringen, solche Aussprossungen zu bilden.
Jüngere Forschungsarbeiten haben aber gezeigt, dass im lebenden Organismus (in vivo) andere Chemokine (Netrine) als Orientierungssignale dienen. NGF übt vielmehr einen stabilisierenden Effekt auf bereits bestehende synaptische Verbindungen aus. Diese These wurde auch dadurch unterstützt, dass der Entzug von NGF zu vermehrtem Absterben der Zellen (programmierter Zelltod, Apoptose) führt.
Außerdem konnte man zeigen, dass bei einer Verletzung etwa der Haut (in der Peripherie des Körpers) NGF freigesetzt wird und es zu einem Aussprossen der verletzten Nervenzellen kommt. (Ebenfalls findet in den Laminae I, II und V (Rexed-Zonen) im Rückenmark eine Ausschüttung von NGF und Calcitonin Gene-Related Peptide (CGRP) statt und führt zum Aussprossen des gleichen Axons.)
Rita Levi-Montalcini erhielt im Jahre 1986 gemeinsam mit Stanley Cohen den Nobelpreis für Medizin für die Forschungsarbeiten an Nervenwachstumsfaktoren.
Die Genexpression von NGF kann in Astroglia durch Dictyophorine induziert werden.